# Natação artística no Campeonato Europeu de Esportes Aquáticos de 2018 - Rotina livre equipes
A prova da rotina livre equipes da natação artística no Campeonato Europeu de Esportes Aquáticos de 2018 ocorreu nos dias 3 e 4 de agosto no Scotstoun Stadium, em Glasgow no Reino Unido.

## Calendário
| Fase       | Data        | Hora  |
| ---------- | ----------- | ----- |
| Preliminar | 3 de agosto | 09:00 |
| Final      | 4 de agosto | 13:30 |

Todos os horários estão no horário local (UTC+0)

## Medalhistas
| Ouro | Prata | Bronze |
| Rússia · Anastasia Arkhipovskaya · Anastasia Bayandina · Daria Bayandina · Marina Goliadkina · Veronika Kalinina · Polina Komar · Maria Shurochkina · Darina Valitova · Mikhaela Kalancha (reserva) | Ucrânia · Valeriia Aprielieva · Veronika Hryshko · Oleksandra Kashuba · Yana Nariezhna · Kateryna Reznik · Anastasiya Savchuk · Alina Shynkarenko · Yelyzaveta Yakhno · Maryna Aleksiiva (reserva) · Oleksandra Kovalenko (reserva) | Itália · Beatrice Callegari · Linda Cerruti · Francesca Deidda · Costanza Di Camillo · Costanza Ferro · Gemma Galli · Alessia Pezone · Enrica Piccoli · Domiziana Cavanna (reserva) · Federica Sala (reserva) |

## Resultados
Esses foram os resultados da competição.
| Pos.              | Nacionalidade | Preliminar | Preliminar | Final   | Final |
| Pos.              | Nacionalidade | Pontos     | Pos.       | Pontos  | Pos.  |
| ----------------- | ------------- | ---------- | ---------- | ------- | ----- |
| Medalha de ouro   | Rússia        | 95.5000    | 1          | 97.0333 | 1     |
| Medalha de prata  | Ucrânia       | 93.4333    | 2          | 94.6000 | 2     |
| Medalha de bronze | Itália        | 90.8333    | 4          | 92.2333 | 3     |
| 4                 | Espanha       | 91.3333    | 3          | 92.1000 | 4     |
| 5                 | Grécia        | 86.0333    | 6          | 87.6333 | 5     |
| 6                 | França        | 86.4667    | 5          | 87.5000 | 6     |
| 7                 | Bielorrússia  | 82.5333    | 7          | 83.6000 | 7     |
| 8                 | Israel        | 82.2333    | 8          | 83.1000 | 8     |
| 9                 | Reino Unido   | 78.3667    | 9          | 78.9333 | 9     |
| 10                | Alemanha      | 76.6333    | 11         | 78.8000 | 10    |
| 11                | Áustria       | 77.0667    | 10         | 78.5667 | 11    |
| 12                | Portugal      | 74.2333    | 12         | 75.9000 | 12    |
| 13                | Turquia       | 74.0000    | 13         |         |       |